# Bolbelasmus monticolus
Bolbelasmus monticolus är en skalbaggsart som beskrevs av Henry Fuller Howden 1974. Bolbelasmus monticolus ingår i släktet Bolbelasmus och familjen Bolboceratidae. Inga underarter finns listade.